# Cava de’ Tirreni (stacja kolejowa)
Cava de’ Tirreni (wł: Stazione di Cava de’ Tirreni) – stacja kolejowa w Cava de’ Tirreni, w regionie Kampania, we Włoszech. Znajdują się tu 2 perony. Jest zarządzna przez Rete Ferroviaria Italiana i posiada kategorię srebrną.